# كلود كيربي
كلود كيربي (بالإنجليزية: Claude Kirby)‏ هو لاعب كرة قدم بريطاني، ولد في 7 فبراير 1868، وتوفي في 24 أكتوبر 1935.